# Brad Wheal
Bradley Thomas James Wheal (* 28. August 1996 in Durban, Südafrika) ist ein britischer Cricketspieler, der seit 2016 für die schottische Nationalmannschaft spielt.

## Kindheit und Ausbildung
Watt wuchs in Südafrika auf und ging, auch weil er einen britischen Pass hat, mit 18 Jahren nach England.

## Aktive Karriere
Hampshire gab ihm eine Möglichkeit in der zweiten Mannschaft. Im Dezember 2015 wurde er durch Schottland für Begegnungen im Intercontinental Cup und der World Cricket League in Hongkong berufen. Dort gab er sein ODI- und Twenty20-Debüt. In seinem zweiten Twenty20 erzielte er 3 Wickets für 20 Runs als Bowler. Er spielte jedoch zunächst nur in einzelnen Begegnungen. Beim ICC Cricket World Cup Qualifier 2018 erzielte er gegen Afghanistan (3/36), Irland (3/43) und den West Indies (3/34) jeweils drei Wickets. Jedoch verpasste man die Qualifikation für die Endrunde knapp. Im Mai 2019 erreichte er in der ODI-Serie gegen Sri Lanka erneut drei Wickets (3/49). Er wurde dann für den ICC Men’s T20 World Cup 2021 nominiert und erreichte beim Sieg gegen Bangladesch 3 Wickets für 24 Runs. Ein Jahr später war er erneut im Team, als er beim ICC Men’s T20 World Cup 2022 unter anderem beim Gewinn gegen die West Indies zwei Wickets (2/32) erreichte. Doch auch in der Folge erhielt er durch seine Verpflichtungen für Hampshire kaum keine Einsätze in der Nationalmannschaft. Erst für den ICC Men’s T20 World Cup 2024 wurde er wieder nominiert. Dort erzielte er gegen Namibia 3 wickets für 33 Runs.